# 電気事業者による新エネルギー等の利用に関する特別措置法
電気事業者による新エネルギー等の利用に関する特別措置法（でんきじぎょうしゃによるしんエネルギーとうのりようにかんするとくべつそちほう、平成14年6月7日法律第62号）は、日本の法律である。新エネ等電気利用法、新エネルギー利用特別措置法、RPS法などとも呼ばれる。
内外の経済的社会的環境に応じたエネルギーの安定的かつ適切な供給の確保に資するため、電気事業者による新エネルギー等の利用に関する必要な措置を講ずることとし、もって環境の保全に寄与し、および国民経済の健全な発展に資することを目的とする（同法1条）。2012年（平成24年）7月1日、電気事業者による再生可能エネルギー電気の調達に関する特別措置法施行に伴い廃止された。

## 意義・内容
日本における石油使用量は、オイルショック以降官民一体の省エネルギー（省エネ）努力の結果、低下傾向を示していた。しかし、近年、その省エネ努力も限界に迫り、中東産原油への依存度自体はかえって高まりつつある。また、エネルギー多様化のため推進された原子力発電所の建設は益々困難になっており、原子力以外によるエネルギー多様化が模索されていた。さらに、国際的な地球温暖化対策のための温室効果ガス（二酸化炭素など）排出規制強化も進められており、環境負荷の低いエネルギーへのシフトは緊急の課題となりつつある。そうした中で2002年、この「電気事業者による新エネルギー等の利用に関する特別措置法（RPS法）」は策定され、翌2003年から施行された。
この法律によって作られた制度は、通称RPS制度と呼ばれる。RPSとは、Renewables Portfolio Standardの頭文字で、“再生可能エネルギーの利用割合の基準”を意味する。電力会社に一定割合で再生可能エネルギーの導入を義務づける制度であり、再生可能エネルギーの普及促進手法の中では、クォータ(quota、固定枠)制に分類される。
同法の対象となるのは、下記の新エネルギーである。
1. 風力
2. 太陽光
3. 地熱
4. 水力（政令で定めるものに限る。具体的には、水路式の1000kW以下の水力発電を指す。）
5. バイオマス（動植物に由来する有機物であってエネルギー源として利用することができるもの（原油、石油ガス、可燃性天然ガス及び石炭並びにこれらから製造される製品を除く。）をいう。）を熱源とする熱
6. 前各号に掲げるもののほか、石油（原油及び揮発油、重油その他の石油製品をいう。以下同じ。）を熱源とする熱以外のエネルギーであって、政令で定めるもの

の6つ（実質的には1から5までの5つ）である。電気事業者には、毎年度、その販売電力量に応じて一定割合以上の新エネルギーから発電される電気（新エネルギー等電気）の利用を義務付け、新エネルギーの一層の普及促進を図る。この法律によって電気事業者に課された義務の履行方法は、
1. 自ら新エネルギーによって発電する。
2. 他から新エネルギー等電気を購入する。
3. 他から新エネルギー等電気相当量（RPS相当量。法の規定に従い電気の利用に充てる、もしくは、基準利用量の減少に充てることができる量）を購入する。

の3つがある。経済産業大臣は、電気事業者が、正当な理由なく義務を履行しない場合には、期限を定めて、義務を履行すべき旨の勧告、又は命令を行うことができる。この命令に違反した者は、100万円以下の罰金に処される。
「RPS相当量」に類似のものとしてグリーン電力証書があるが、「RPS相当量」は電力の供給者を対象としているのに対し、グリーン電力証書は需要者を対象としており、両者は区別される。

## 特徴
RPS法は電力市場における競争を重視する制度であり、電力市場における競争によって新エネルギーの価格を下げることに主眼をおいた制度である。このような義務づけ型の制度（quota制）は、理論上は下記のような長所を持つと考えられた。
- 最も安い技術から普及するので、安く上がると期待できる
- 理論上は、将来の普及量を確実に制御できる
- 電力市場との整合性が良い
- 再生可能エネルギーを電力系統に組み込みやすい

しかしこうした主張に対し、各国での実績との比較や理論的検討から、当法律については国内外において下記のような問題が指摘されている。
- 普及目標を達成できそうにない
- 導入目標量自体が低すぎ、導入を妨げる要因になっている
- 排出量削減の責任や費用負担を電力会社に転嫁している
- 海外諸国で採用が進んでいる固定価格買い取り制度（フィードインタリフ制度）に比べ、制度的な欠点が多く、効果も劣る（固定価格買い取り制度も参照）
  - 市場が比較的小さいため、投機などの要因によって価格変動が起こりやすく不安定になる
  - 機器の製造事業者や導入者にとって投資リスクが高い。このため、技術革新が妨げられる
  - 制度が複雑で、透明性でも劣る
  - 柔軟性に欠ける
  - 投資リスクが高いだけでなく、行政コストや取引コストも高くなるため、経済的に非効率的
  - 各国での実績から、普及促進やコストダウンの効果が明らかに劣る
- 時間帯によって電力の需給バランスは変化し、それに伴って電力の価値も変化するが、当法ではそれが考慮されていない
- 太陽光発電や風力発電においては設備価格などの初期費用がコストの大部分を占めるため、電力価格よりも設備価格や流通コストの低減を重視すべきである
- 採算を度外視してでも購入するような需要に頼っており、普及目標を達成するための助成水準を提供できていない
- ボロウイングやバンキングによって、目標未達成が容認されてしまう
- 根拠に欠ける規制や突然の制度変更、不定期的な参入機会により投資リスクが増大している
- 電気事業者のみが対象となっているために太陽光発電設置者が自家消費した分がカウントされない。

## 参照資料
1. ↑  「RPSとグリーン電力認証との関係について」　グリーン電力認証機構事務局、2003年3月6日。
2. ↑  RPS制度(EICネット)
3. ↑  西條辰義、風力エネルギーへの期待：RPSと固定価格買い取り制度、2002年
4. 1 2  Feed-In Tariffs: Accelerating the Deployment of Renewable Energy, Miguel Mendonca, World Future Council, ISBN 978-1-84407-466-2
5. ↑  NBOnline 2008年5月26日
6. ↑  地球温暖化対策の推進に関する法律の一部を改正する法律案、飯田哲也、2008年4月、P.13
7. ↑  飯田哲也、「RPS法小委員会報告書（案）」に対する意見、2007年3月
8. ↑  石川敦夫、太陽光発電の普及とコストペイバックタイム、立命館経営学、46 (2007年5月) P.137
9. ↑  ドイツの固定価格買取制度、遠州 尋美、2006年
10. ↑  FIT入門、櫻井啓一郎、2008年
11. ↑  武石礼司、新エネ導入促進の課題-RPS制度への対処、2003年10月
12. ↑  The Japan Times Online, 2008年6月4日の記事